# 陈天戈
陈天戈（1930年—2018年1月23日），笔名成天歌、林子等，男，湖北武昌人，中国作曲家，曾任中国音乐家协会常务理事，著有歌曲《青年友谊圆舞曲》等。